# چاه میان گدار
چاه میان گدار یک منطقهٔ مسکونی در ایران است که در دهستان منتظریه واقع شده‌است.